# Sancho Ramírez de Viguera
Sancho Ramírez (muerto hacia 1002 o poco después) fue el segundo rey de Viguera desde 981 hasta su muerte. Era el hijo y sucesor de Ramiro Garcés. Tras la muerte de su padre, aparece en documentos con su tío Sancho Garcés y su hermano García Ramírez. Su muerte era generalmente estimada en 999, pero un documento recientemente publicado le muestra todavía vivo en 1002. En aquel año, entre la última aparición de García Sánchez II de Pamplona en 1000 y la primera aparición de Sancho Garcés III de Pamplona en 1004, aparece como rey en un contexto que sugiere un ámbito más grande que Viguera. Ha sido utilizado para sugerir que Sancho Ramírez sirvió brevemente como gobernante del Reino de Pamplona de la misma manera que Jimeno Garcés de Pamplona había gobernado durante la juventud de García Sánchez I. Este documento de 1002 es el último en el cual aparece, y se presume que murió poco después.
A su muerte, le sucede su hermano García Ramírez de Viguera.
Una mujer llamada Sancha Sánchez aparece en unas cartas reales de Pamplona en una posición de importancia, y se ha especulado con que sea su hija, pero su origen es desconocido.